# Heteroseksualność

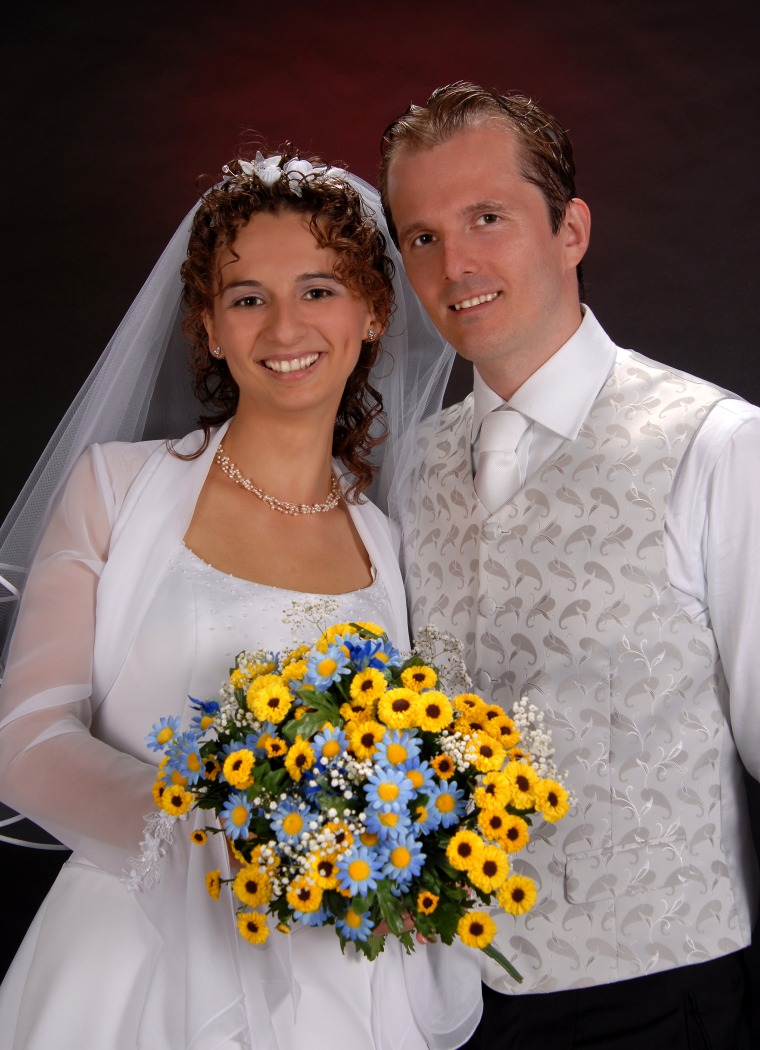
Heteroseksualne małżeństwo

Heteroseksualność (także heteroseksualizm; od stgr. ἕτερος, héteros „drugi, inny” oraz łac. sexus  „płeć”) – pociąg seksualny lub zainteresowanie seksualne skierowane do osób przeciwnej płci (biologicznej lub kulturowej). Pociąg seksualny u heteroseksualistów jest aktywowany głównie przez zewnętrzne cechy typowo należące do płci przeciwnej, więc w kategorię heteroseksualizmu wlicza się także pociąg seksualny w stronę postaci fikcyjnych oraz osób które z zewnątrz wyglądają jak osoba należąca do biologicznej płci przeciwnej. Heteroseksualizm (pociąg seksualny w stronę osób przeciwnej płci) nie jest tym samym co heteroromantyzm, czyli pociąg romantyczny w stronę osób płci przeciwnej, jednak w większości przypadków występują one razem.
Obok biseksualizmu i homoseksualizmu, heteroseksualizm jest jedną z trzech głównych kategorii orientacji seksualnej w ramach kontinuum seksualnego. Wśród wszystkich kultur, większość ludzi jest heteroseksualna. Badacze nie znają dokładnej przyczyny orientacji seksualnej, jednak przypuszczają, że jest ona spowodowana złożoną interakcją wpływów genetycznych, hormonalnych i środowiskowych, oraz nie postrzegają jej jako wyboru.
Określenia „heteroseksualny” i „heteroseksualizm” stosowane są przeważnie w odniesieniu do ludzi, ale zachowania heteroseksualne obserwuje się u wszystkich ssaków i innych zwierząt, jako że jest to konieczne dla rozmnażania płciowego.

## Język

### Etymologia
Termin „heteroseksualista” we współczesnym znaczeniu wprowadził w 1869 roku Karl-Maria Kertbeny, ale nie był w powszechnym obiegu do ok. 1890 roku, kiedy został zaproponowany ponownie przez Charlesa Gilberta Chaddocka. W anglojęzycznym tłumaczeniu książki Psychopathia Sexualis autorstwa Richarda von Kraffta-Ebinga, słowo „heteroseksualizm” określało perwersję, polegającą na czerpaniu przyjemności z seksu z przedstawicielem innej płci, gdyż w ocenie Krafta-Ebbinga każdy stosunek dla przyjemności (nie zaś tylko w celu rozmnażania się) był perwersją.
Słowo heterosexual zostało po raz pierwszy użyte w literaturze medycznej w maju 1892 roku, w artykule doktora Jamesa G. Kiernana, Responsibility in Sexual Perversion wydanego w maju 1892 roku.
Słowo „heteroseksualista” po raz pierwszy umieszczono w słowniku Merriam-Webster New International Dictionary w 1923, jako termin medyczny na chorobliwy popęd seksualny wobec przedstawiciela innej płci (morbid sexual passion for one of the opposite sex). Jednak w 1934 w Second Edition Unabridged tego samego wydawcy zdefiniowano go jako manifestacja popędu seksualnego wobec przedstawiciela innej płci; normalna seksualność.
„Heteroseksualizm” jako rzeczownik po raz pierwszy użyto w 1900.
Określenie „heteroseksualizm” zostało użyte w odniesieniu do zwierząt w recenzji książki Brucea Bagemihla Biological Exuberance: Animal Homosexuality and Natural Diversity.

### Terminologia

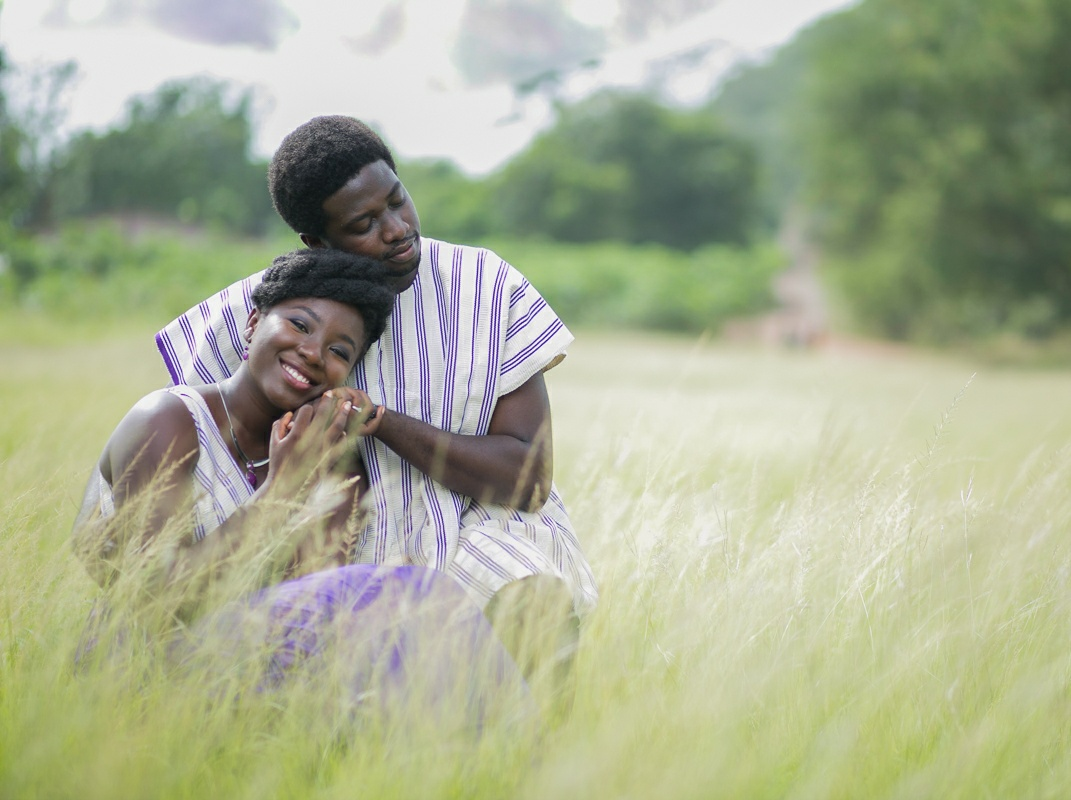
Heteroseksualna para z Ghany

#### Język angielski
We współczesnym, obiegowym, angielskim osoby heteroseksualne określane są jako straight. Słowem tym po raz pierwszy posłużył się G.W. Henry w roku 1941, w książce opisującej rozmowy między homoseksualnymi mężczyznami. Oznaczenie to zostało użyte jako określenie osoby, która zaangażowała się w akty heteroseksualne. Chociaż pierwotnie słowo nie odnosiło się do osób z natury heteroseksualnych, z biegiem czasu jego znaczenie ulegało zmianie, stając się synonimem osoby heteroseksualnej. Słowo straight znajduje miejsce w opracowaniach popularnonaukowych w antropologii, kulturoznawstwie i badaniach płci kulturowej. W literaturze anglojęzycznej termin ten bywa też używany w badaniach gender studies, obok określenia hetero.

#### Język polski
W Polsce różne środowiska używają potocznego słowa „heteryk”. 

Jeden z symboli heteroseksualizmu

## Symbole
Symbole heteroseksualne sięgają najwcześniejszych przejawów istnienia ludzkości: symbole płci, rytualne rzeźby płodności i sztuka pierwotna. Znalazło to później wyraz w symbolice rytuałów płodności i politeistycznych obrzędów, które często obejmowały wizerunki ludzkich organów rozrodczych, takich jak lingam w hinduizmie.
Współcześnie w społeczeństwach wywodzących się z tradycji europejskich symbole heteroseksualizmu wciąż odnoszą się do symboli używanych w tych starożytnych wierzeniach. Jednym z takich przykładów jest połączenie symbolu Marsa, rzymskiego boga wojny, jako definitywnego symbolu męskości, oraz Wenus, rzymskiej bogini miłości i piękna, jako definitywnego symbolu kobiecości.

## Aspekty religijne

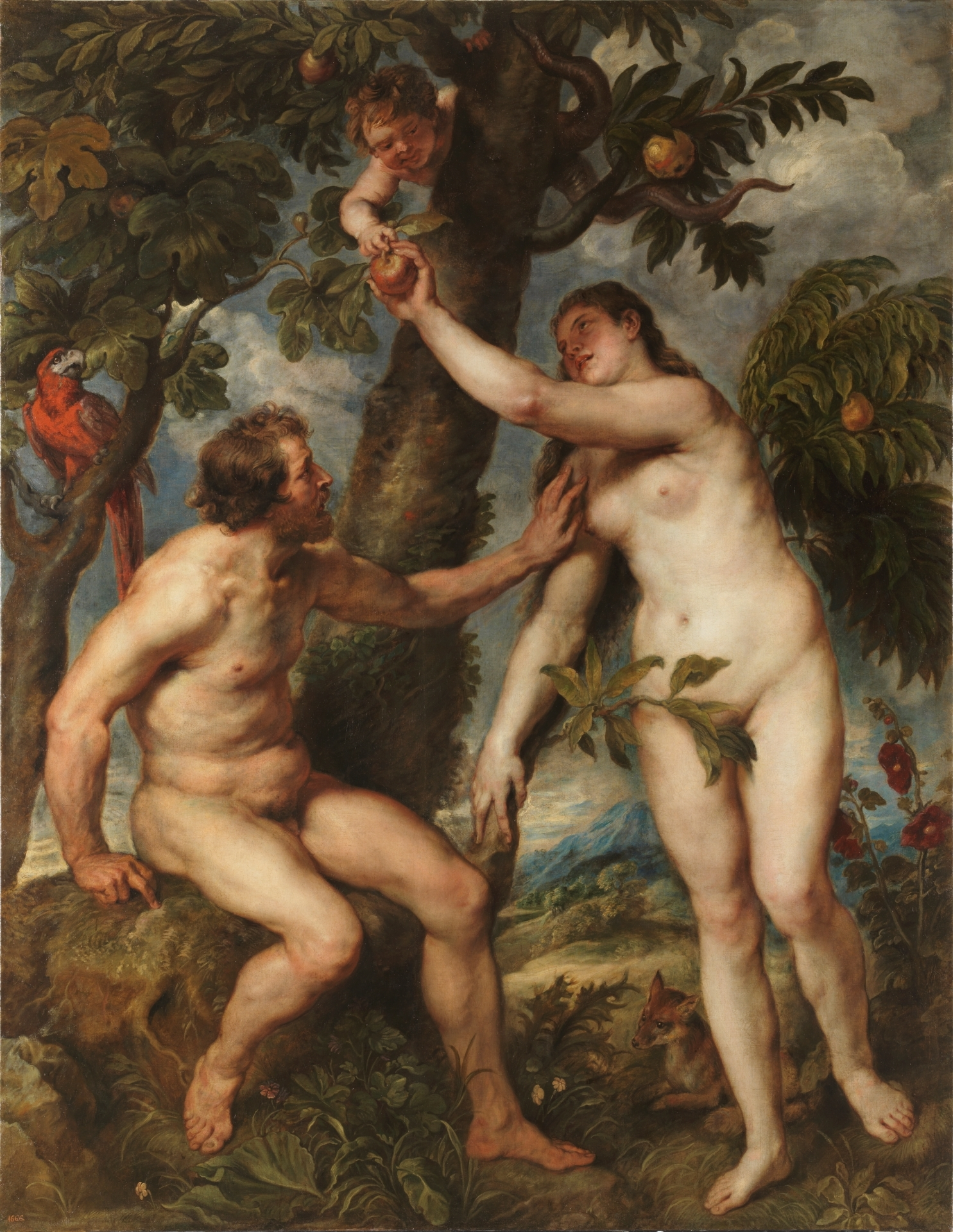
Wiele religii abrahamicznych wierzy, że Adam i Ewa to pierwsza ludzka para i praprzodkowie całej ludzkości.

Tradycja judeochrześcijańska ma kilka fragmentów pism świętych związanych z heteroseksualnością. Zgodnie z Księgą Rodzaju Bóg stworzył człowieka, ponieważ „nie jest dobrze, żeby mężczyzna był sam, uczynię mu zatem odpowiednią dla niego pomoc” (Rdz 2,18). Księga Rodzaju następnie zawiera polecenie mówiące, że „dlatego to mężczyzna opuszcza ojca swego i matkę swoją i łączy się ze swą żoną tak ściśle, że stają się jednym ciałem” (Rdz 2, 24). W pierwszym liście do Koryntian zaleca się chrześcijanom:
Co do spraw, o których pisaliście, to dobrze jest mężczyźnie nie łączyć się z kobietą. Ze względu jednak na niebezpieczeństwo rozpusty niech każdy ma swoją żonę, a każda swojego męża. Mąż niech oddaje powinność żonie, podobnie też żona mężowi. Żona nie rozporządza własnym ciałem, lecz jej mąż; podobnie też i mąż nie rozporządza własnym ciałem, ale żona. Nie unikajcie jedno drugiego, chyba że na pewien czas, za obopólną zgodą, by oddać się modlitwie; potem znów wróćcie do siebie, aby – wskutek niewstrzemięźliwości waszej – nie kusił was szatan. To, co mówię, pochodzi z wyrozumiałości, a nie z nakazu.

## Demografia
W swoim przeglądzie literatury z 2016 roku Bailey i inni stwierdzili, że „oczekują, że we wszystkich kulturach ogromna większość osób jest predysponowana seksualnie wyłącznie w stosunku do odmiennej płci (tj. osoby heteroseksualne)” i że nie ma przekonujących dowodów na to, że dane demograficzne dotyczące orientacji seksualnej znacznie się różniły zależnie od czasu i lokalizacji.
Zgodnie z kilkoma istotnymi analizami, od 89% do 98% osób utrzymywało tylko kontakty heteroseksualne w ciągu całego swojego życia.
Badanie z 1992 r. wykazało, że 93,9% mężczyzn w Wielkiej Brytanii od zawsze miało tylko heteroseksualne doświadczenia, podczas gdy we Francji odsetek ten wynosił 95,9%. Według sondażu przeprowadzonego w 2008 r. 85% Brytyjczyków utrzymywało tylko kontakty seksualne z osobami przeciwnej płci, podczas gdy zaledwie 94% Brytyjczyków identyfikuje się jako heteroseksualiści.

### Ameryka Północna
W badaniu z 2005 przeprowadzonym w Stanach Zjednoczonych i Kanadzie na prawie 8 tysiącach studentów orientację heteroseksualną zadeklarowało ponad 97% badanych. Przy czym około 80–85% osób obu płci byłoby zaklasyfikowanych jako ściśle heteroseksualne, a około 10% osób obu płci miało przynajmniej połowę swoich fantazji seksualnych z udziałem partnerów tej samej płci.
Badanie w Massachusetts z lat 2001–2006 wykazało, że 97,1% z prawie 39 tysięcy osób badanych identyfikuje się jako heteroseksualne, a 99,4% z nich wykazuje zachowania seksualne zgodne z tą orientacją. Jednak podobne badanie przeprowadzone w 2016 roku wykazało, że średnio 93,2% osób dorosłych identyfikuje się jako heteroseksualni, przy czym odsetek ten wynosił od 84,5%, wśród osób w wieku 18–24 lata, do 97,3% wśród osób w wieku 65–74 lata.
W październiku 2012 r. badanie opinii publicznej przeprowadzone przez instytut Gallupa dostarczyło bezprecedensowych informacji demograficznych na temat osób identyfikujących się jako heteroseksualne, dochodząc tym samym do wniosku, że 96,6%, z marginesem błędu wynoszącym ±1%, wszystkich dorosłych w USA identyfikuje się jako heteroseksualni.
| Wiek  | Heteroseksualni | Nie-heteroseksualni | Nie wiem/odmowa odpowiedzi |
| ----- | --------------- | ------------------- | -------------------------- |
| 18-29 | 90.1%           | 6.4%                | 3.5%                       |
| 30-49 | 93.6%           | 3.2%                | 3.2%                       |
| 50-64 | 93.1%           | 2.6%                | 4.3%                       |
| 65+   | 91.5%           | 1.9%                | 6.5%                       |